# جایگزین‌های فرگشت داروینی

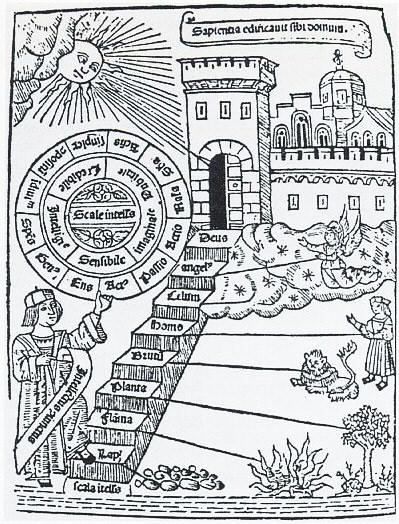
زنجیره بزرگ قرون وسطایی بودن به عنوان یک پلکان، که حاکی از امکان پیشرفت است: نردبان صعود و فرود ذهن رامون لول، ۱۳۰۵

جایگزین‌هایی برای فرگشت داروینی توسط پژوهشگرانی که زیست‌شناسی را بررسی می‌کنند برای توضیح نشانه‌های فرگشت و ارتباط گروه‌های مختلف جانداران زنده پیشنهاد شده‌اند. جایگزین‌های مورد بحث منکر این نیستند که تغییرهای تکاملی در طول زمان منشأ تنوع حیات است، و نه اینکه جانداران زنده امروزی اجداد مشترکی از گذشته‌های دور (یا اجداد، در برخی پیشنهادها) دارند. در عوض، آنها مکانیسم‌های جایگزین تغییر فرگشتی را در طول زمان پیشنهاد می‌کنند و در برابر جهش‌هایی که توسط انتخاب طبیعی به عنوان مهم‌ترین محرک تغییر تکاملی عمل می‌کنند، بحث می‌کنند.

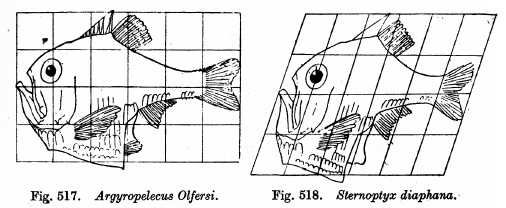
دارسی تامپسون در کتاب خود در سال 1917 در مورد رشد و شکل، تبدیل هندسی بدن Argyropelecus (یک شکل) به شکل Sternoptyx (شکل دیگر) را با نقشه برشی ۲۰ درجه نشان داد. او در مورد علل فرگشتی چنین تغییری صحبت نکرد و شبهاتی در مورد حیات گرایی (Vitalism) ایجاد کرد.

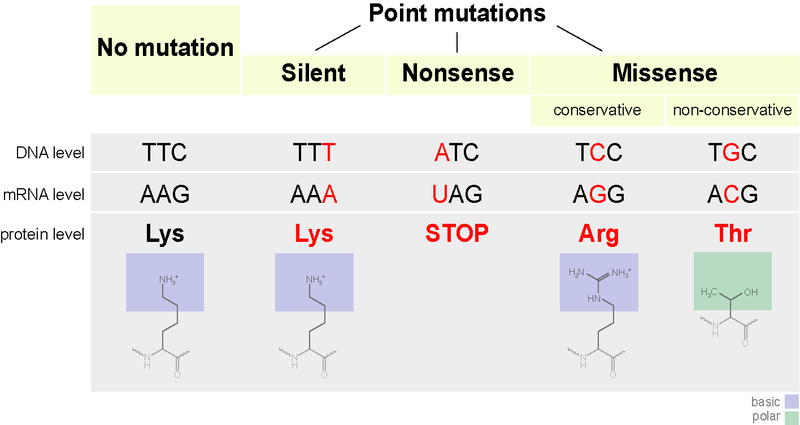
بسیاری از جهش‌ها، خنثی یا بی‌صدا هستند و هیچ تأثیری بر توالی اسید آمینه‌ای که با تبدیل ژن درگیر به پروتئین تولید می‌شود، ندارند و در طول زمان تجمع می‌یابند و یک ساعت مولکولی را تشکیل می‌دهند. با این حال، این سبب تکامل فنوتیپی نمی‌شود.